# Моррис, Дэвид (фристайлист)
Дэвид Моррис (англ. David Morris, род. 31 августа 1984 года) — австралийский фристайлист, выступающий в лыжной акробатике, серебряный призёр Олимпийских игр 2014 года в акробатике, бронзовый призёр чемпионата мира 2017 года.
На церемонии закрытия Олимпийских игр в Сочи нёс флаг Австралии.

## Ссылки

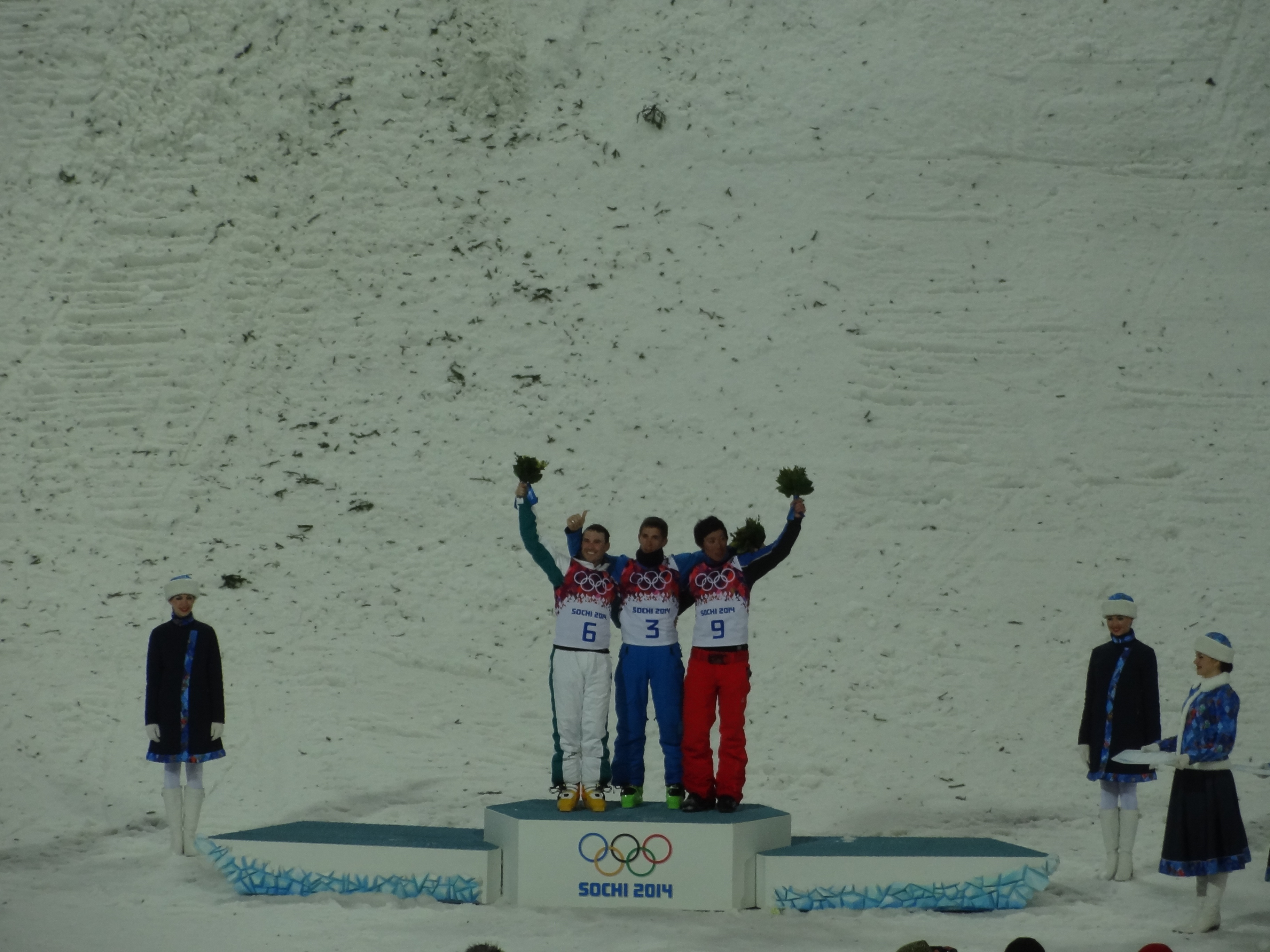
Церемония награждения на XXII Зимних Олимпийских Играх в Сочи. Слева направо: Дэвид Моррис, Антон Кушнир и Цзя Цзунъян.